# Koninklijke Nederlandse Botanische Vereniging
De Koninklijke Nederlandse Botanische Vereniging (KNBV) is een wetenschappelijke vereniging die zich bezighoudt met botanie. De vereniging is in 1845 opgericht door oud-studenten van C.G.C. Reinwardt als de Vereeniging voor de Nederlandsche Flora. In 1850 is de naam veranderd in Vereeniging voor de Flora van Nederland en zijne overzeesche bezittingen, toen werd besloten om het werkgebied van de vereniging uit te breiden met de studie van de flora van de Nederlandse koloniën. Later is de naam veranderd in Nederlandsche Botanische Vereeniging. De vereniging is een van de oudste wetenschappelijke verenigingen van Nederland.
Het lidmaatschap is voor iedereen toegankelijk. Het doel van de vereniging is om de kennis over planten te bevorderen. Dit doet de vereniging door onderzoek en onderwijs in diverse deelgebieden van de botanie te promoten, onder meer plantenecologie, plantentaxonomie, vegetatiekunde, plantenfysiologie en moleculaire botanie. De vereniging is onderverdeeld in een aantal gespecialiseerde secties: Fytopathologie, Onderzoek en Behoud Wilde Flora, Plantenfysiologie, Reproductiebiologie, Plant Genetics and Genomics, Vegetatieonderzoek en Plantensystematiek. De vereniging en de secties worden geleid door wetenschappers die vaak werkzaam zijn aan Nederlandse universiteiten en andere onderzoeksinstituten . 
De vereniging organiseert verschillende activiteiten voor zijn leden, onder meer ledenvergaderingen, excursies, lezingen en symposia. Tevens stelt de vereniging subsidies uit het Stipendium Bottelier beschikbaar aan leden ten behoeve van wetenschappelijke activiteiten. De uitreiking van de Hugo de Vries Prijs is een gezamenlijk initiatief van de KNBV en de Stichting Hugo de Vries Fonds. Deze prijs van 5000 euro, genoemd naar de Nederlandse botanicus Hugo de Vries (1848–1935), wordt uitgereikt voor het beste proefschrift op het gebied van de botanie dat in dat jaar aan een Nederlandse universiteit is verdedigd.
Van 1952 tot 1997 publiceerde de vereniging het tijdschrift Acta Botanica Neerlandica. In samenwerking met Deutsche Botanische Gesellschaft geeft de KNBV sinds 1999 Plant Biology uit. Vanaf januari 2008 wordt dit wetenschappelijke tijdschrift uitgegeven door Wiley-Blackwell.
Sinds 2019 is Renée Bekker voorzitter van de KNBV.

## Verder lezen
Een zeer gedetailleerde geschiedschrijving van de Nederlandsche Botanische Vereeniging over de periode 1845 tot 1945 geeft:
W.H. Wachter  (1947). De Nederlandsche Botanische Vereeniging 1845—1945. Gearchiveerd op 29 april 2023. Nederlandsch kruidkundig archief  Serie 3, 55 (1): 12–116